# José Oscar Bernardi
José Oscar Bernardi (Monte Siao, Brasil, 20 de junio de 1954), más conocido como Oscar, es un exfutbolista brasileño, se desempeñaba como defensa. Participó con la selección de fútbol de Brasil en 3 Mundiales (1978, 1982 y 1986). También tuvo una carrera como entrenador.

## Clubes

### Como jugador
| Club                | País           | Año       |
| ------------------- | -------------- | --------- |
| AA Ponte Preta      | Brasil         | 1972-1979 |
| New York Cosmos     | Estados Unidos | 1979-1980 |
| São Paulo FC        | Brasil         | 1980-1987 |
| Yokohama F. Marinos | Japón          | 1987-1989 |

### Como entrenador
| Club                | País           | Año       |
| ------------------- | -------------- | --------- |
| Yokohama F. Marinos | Japón          | 1989-1991 |
| AA Internacional    | Brasil         | 1992      |
| Guarani FC          | Brasil         | 1992      |
| Al-Hilal FC         | Arabia Saudita | 1993-1995 |
| Kyoto Sanga FC      | Japón          | 1995-1996 |
| Al-Hilal FC         | Arabia Saudita | 1997      |
| Cruzeiro EC         | Brasil         | 1997      |
| Al-Shabab           | Arabia Saudita | 1998      |